# Chapacura-Wanham
Chapacura-Wanham ist eine indigene amerikanische Sprachfamilie Südamerikas, die aus nur fünf Sprachen besteht und vom Aussterben bedroht ist. Ursprünglich waren diese Sprachen im Nordosten Boliviens sowie in angrenzenden Gebieten Brasiliens verbreitet. 
Möglicherweise sind sie mit den arawakischen Sprachen verwandt.
Sie werden wie folgt untergliedert (in eckigen Klammern ist jeweils der ISO 639-3-Code angegeben):
- Guapore-Gruppe:
  - Itene (auch: Moré) [ite] (ausgestorben)
  - Kabixí [xbx] (ca. 100 Sprecher)
- Madeira-Gruppe:
  - Oro Win [orw] (ca. 5 Sprecher)
  - Pakaásnovos [pav] (ca. 1.800 Sprecher; auch: Wari’)
  - Torá [trz] (ca. 40 Sprecher)

Außer dem Itene, das auch in Bolivien gesprochen wurde, werden alle diese Sprachen in Brasilien gesprochen.